# Hylophasma nigriceps
Hylophasma nigriceps är en stekelart som beskrevs av Dmitriy R. Kasparyan och Ruiz-cancino 2005. Hylophasma nigriceps ingår i släktet Hylophasma och familjen brokparasitsteklar. Inga underarter finns listade i Catalogue of Life.